# 小甸子镇
小甸子镇，是中华人民共和国辽宁省丹东市东港市下辖的一个乡镇级行政单位。

## 行政区划
小甸子镇下辖以下地区：
后团山子社区、房身村、三道林村、红旗沟村、西上坡村、三尖泡村、汪家隈子村、牌楼村、小甸子村、徐家堡村和张家堡村。